# Zweigefleckter Eilkäfer

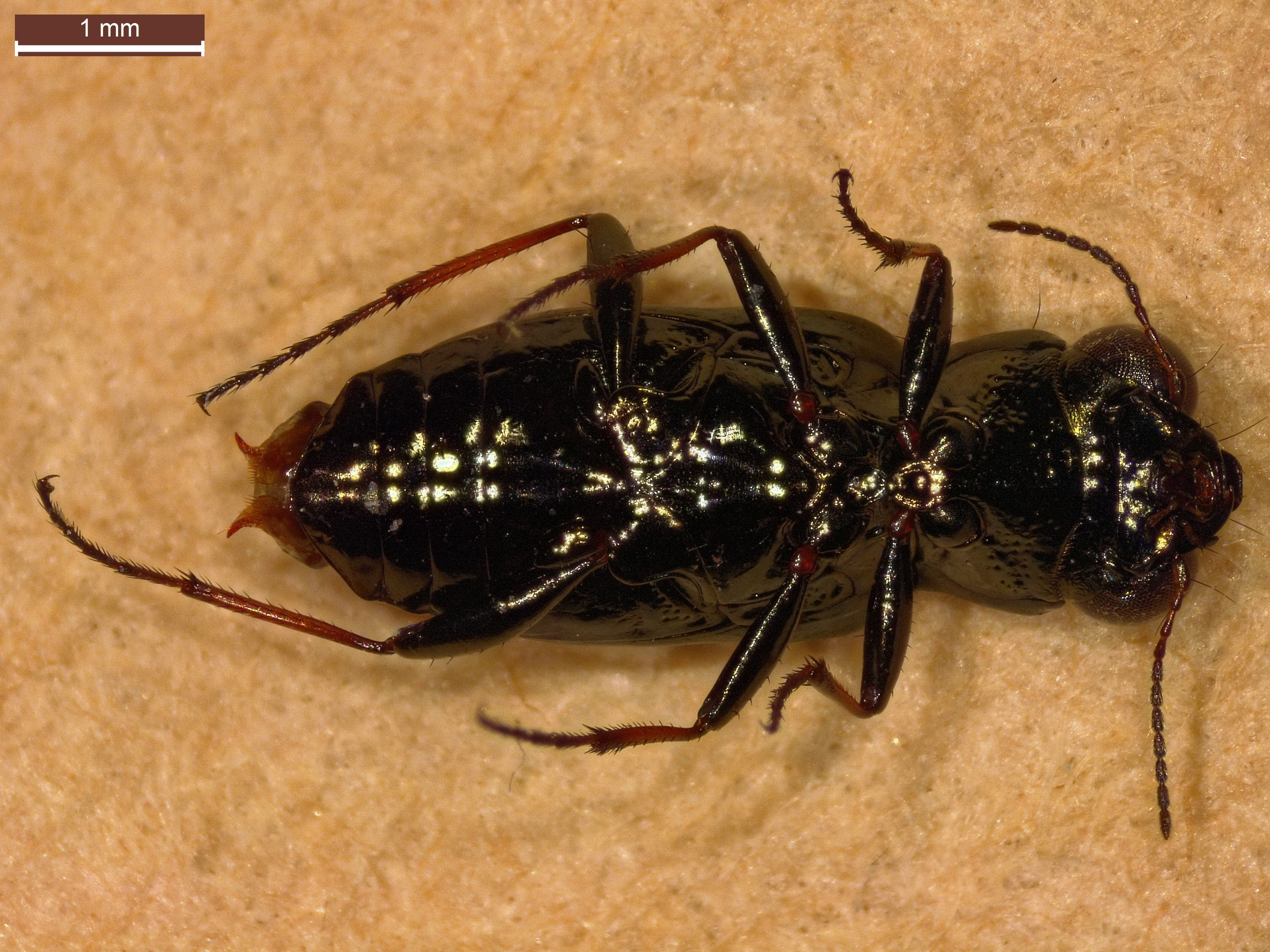
Unterseite eines Exemplars

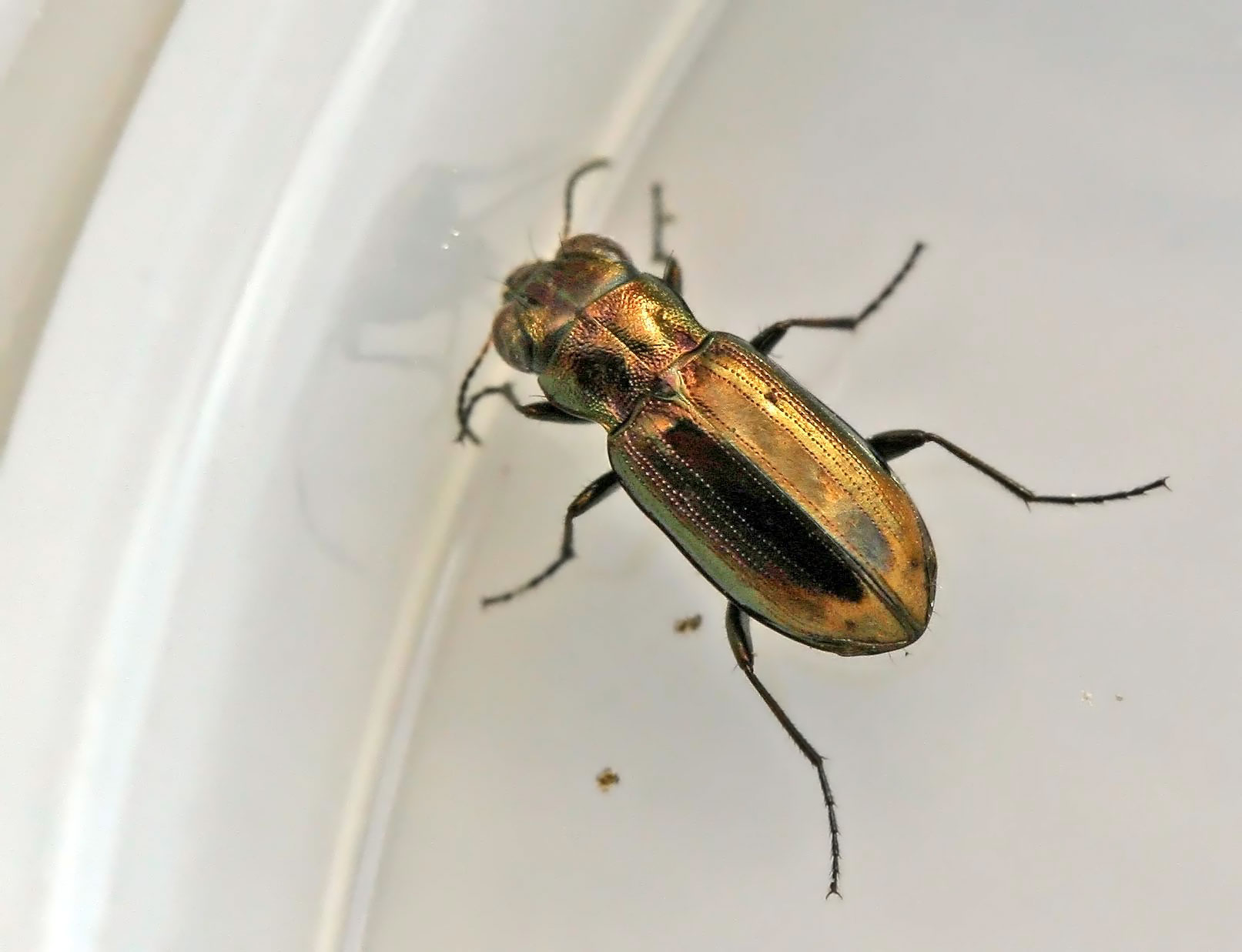
Gut erkennbar ist der metallische Glanz des Tieres

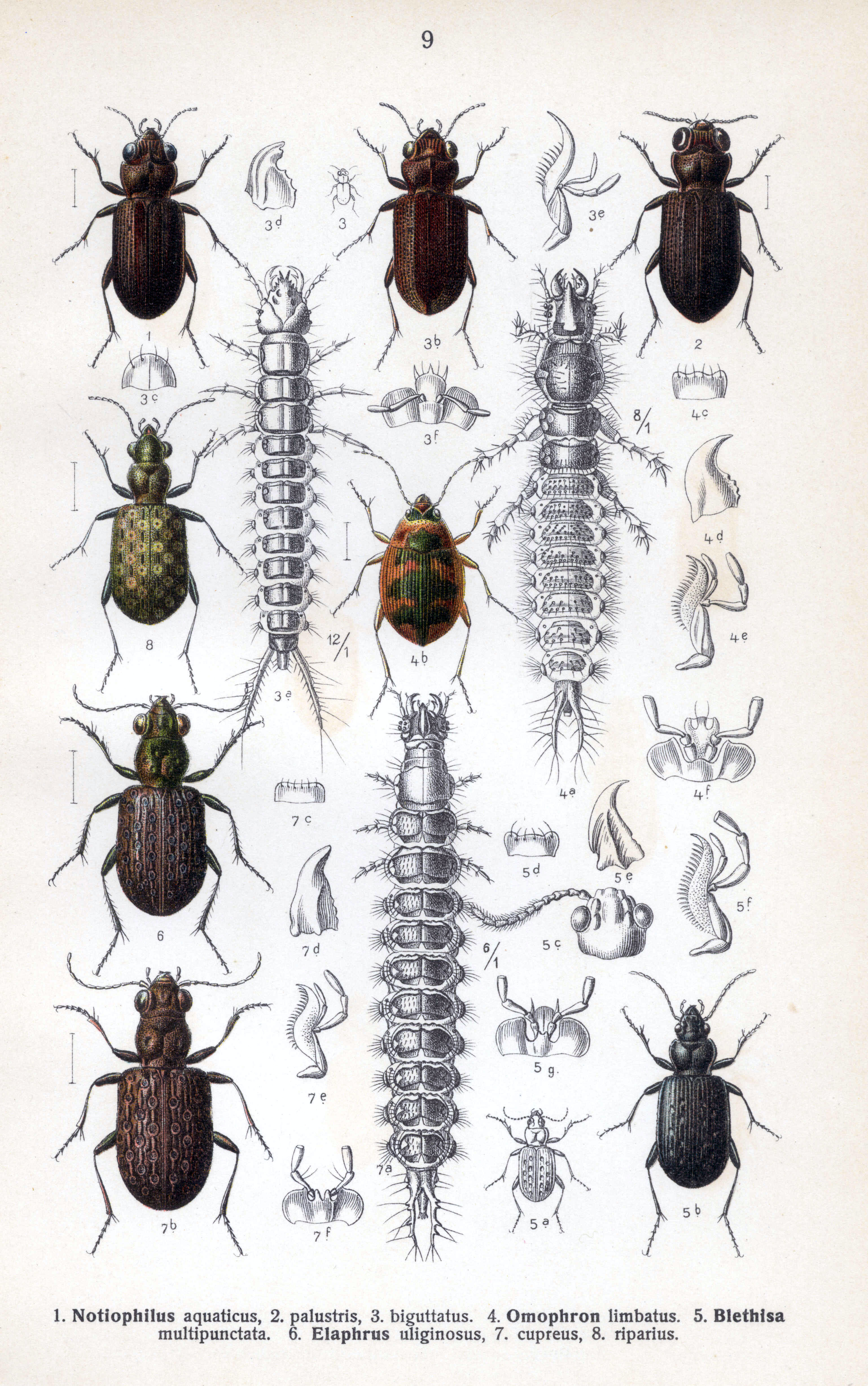
Die mit „3“ markierten Zeichnungen zeigen N. biguttatus. Ebenfalls vorhanden ist die Zeichnung einer Larve

Der Zweigefleckte Eilkäfer (Notiophilus biguttatus), auch Zweifleckiger Strandläufer oder Zweifleckiger Laubläufer genannt, ist eine Art der Laufkäfer und ist paläarktisch verbreitet.

## Merkmale
Die Körperlänge beträgt 3,5–5,5 mm, meist jedoch um die 5 mm. Der abgeflachte Körper ist metallisch kupferfarben gefärbt, selten auch mit einem bläulichen Schimmer. Am Ende der Flügeldecken (Elytren) befinden sich unscharf begrenzte gelbbraune Flecken, die nicht als Bestimmungsmerkmal geeignet sind, da sie – vor allem bei Exemplaren aus alpinen Höhen – manchmal fehlen. Der Kopf und die schräggestellten Augen sind auffallend groß. Gerade die großen Augen, die nahezu die ganzen Kopfseiten einnehmen, können als Erkennungsmerkmal wichtig sein. Neben den Augen befinden sich Kerben auf der Kopfoberseite. Der Prothorax ist stark gepunktet. Die Körperseiten verlaufen parallel. An den Seiten der Elytren befinden sich 9 Punktreihen, dazwischen befindet sich eine glatte Fläche („Spiegelfeld“). Es ist breiter als der Abstand zwischen der zweiten und der fünften Punktreihe. Der Skutellarstreifen ist zudem doppelt vorhanden. Durch den Bronzeglanz der Oberfläche sind die Flügeldeckenmuster unter bestimmten Betrachtungswinkeln verborgen. Die Beine sind dunkel gefärbt, die Tibiae gelbbraun bis dunkel rötlich. Der Zweigefleckte Eilkäfer ist flugunfähig.
Die Larven sind dunkelbraun gefärbt, länglich und mit großen, kräftigen Mundwerkzeugen und Cerci versehen. Auch sie haben einen vergleichsweise großen Kopf.

## Ähnliche Arten
In Mitteleuropa leben 8 Arten von Eilkäfern, die nur schwer zu unterscheiden sind. Der Zweigefleckte Eilkäfer ist die häufigste Art dieser Gattung in Europa.
Eine sehr ähnliche Art stellt Notiophilus rufipes dar. Bei ihr sind die Beine stärker rötlichgelb gefärbt und die ersten 3–4 Fühlerglieder gelb, während beim Zweigefleckten Eilkäfer das erste Fühlerglied braun ist. Die Episternen der Hinterbrust sind außerdem spärlicher punktiert, der Halsschild zur Basis stärker verengt und der Kopf proportional noch größer. Eine weitere sehr ähnliche Art ist Notiophilus quadripunctatus. Bei ihr ist der vierte Zwischenraum der Flügeldecken auffallend breiter als die benachbarten, mit je 2 Punktgruben darin. Das Vorhandensein dieser 2 Punktgruben kann auch beim Zweigefleckten Eilkäfer gelegentlich auftreten und führt daher zu Verwechslungen. N. quadripunctatus hat anterior jedoch 7 oder mehr Längsrillen auf der Kopfoberseite, N. biguttatus nur sechs. Bei anderen mitteleuropäischen Arten der Gattung sind die äußeren Zwischenräume der Flügeldeckenstreifen vorne meist nicht ganz glatt und glänzend, sondern kräftig chagriniert und matt. Zu diesen Arten gehört Notiophilus substriatus. Bei Notiophilus palustris und Notiophilus germinyi ist der Skutellarstreifen überdies nicht doppelt vorhanden. Weitere mitteleuropäische Arten der Gattung sind Notiophilus aestuans und Notiophilus aquaticus.

## Verbreitung
Das Verbreitungsgebiet umfasst hauptsächlich große Teile Europas. Dabei kommt die Art im Norden von den nördlichsten Gebieten Fennoskandinaviens und Island bis nach Spanien, Italien und auf die Balkanhalbinsel im Süden vor. Verbreitungsschwerpunkt sind vor allem Mittel-, West- und Nordeuropa. In den südlichen Teilen des Mittelmeergebietes fehlt die Art an einigen Orten, ist aber auch von Inseln wie Korsika, Sardinien, Sizilien und Zypern bekannt. Ebenso von den Britischen Inseln. In Osteuropa ist die Art vor allem aus den nördlicheren Gebieten bekannt und kommt bis weit nach Russland hinein vor. Hier lebt sie auch außerhalb Europas, da sie im Osten bis zum Ob in Westsibirien zu finden ist. Nachweise aus Nordwestafrika, also Marokko, sind unsicher, aber möglich.
Außerdem wurde sie in manche Gegenden Nordamerikas eingeschleppt und ist vor allem im Südosten Kanadas verbreitet, aber auch in manchen nordöstlichen, zentralen und westlichen Teilen der Vereinigten Staaten.
In Deutschland ist die Art insbesondere in Bayern und Hessen weit verbreitet. Aber auch entlang des Rheins in Nordrhein-Westfalen und Rheinland-Pfalz kommt sie nahezu überall vor. Im Norddeutschen Tiefland sind die Käfer weniger weit verbreitet als in den Mittelgebirgsregionen und südlichen Teilen des Landes.

## Lebensraum
Die sonnenliebende Art kommt von den Tiefebenen bis in alpines Hochland in 900 m Höhe über NN vor. Hier leben sie häufig auf Waldlichtungen, an Waldrändern, in naturnahen Gärten und Parkanlagen, auf Wiesen und Feldern, in Heiden und Dünen, an Feldrainen und vielen anderen Orten. Sie finden sich häufig in der Laub- und Nadelstreu und verstecken sich bei Gefahr rasch unter Blättern, Grasbüscheln, Moosen und Steinen. Die anspruchslosen Käfer sind fast überall anzutreffen, bevorzugen aber trockene Standorte und offene Waldgebiete. In feuchteren Gebieten sind sie weniger an Waldland gebunden und besiedeln ein großes Spektrum anderer Habitate, wo sie beispielsweise im Agrarland nützlich werden können bei der Bekämpfung von Blattläusen.

## Lebensweise
Die Imagines überwintern mit vollausgebildeten oder mit kurzen Flügeln. Im Frühjahr findet die Eiablage statt. Aus den Eiern schlüpfen schon nach wenigen Tagen kleine Larven, die sich im Boden unter der Nadelstreu verstecken. Die Verpuppung findet im Hochsommer im Boden statt. Im Herbst schlüpfen die adulten Käfer, die sich bald darauf zur Überwinterung im Boden oder unter Laub verkriechen. Man findet sie außerhalb ihrer Überwinterung etwa von März bis Oktober. Die Art bildet womöglich zwei Generationen pro Jahr, da auch Ende des Sommers Larven beobachtet wurden, obwohl die erste Generation des Jahres sich schon früher verpuppt. Die Häufigkeit (Abundanz) der Käfer fluktuiert über die Jahre, so können in manchen Jahren sehr viele und in anderen Jahren eher wenige Individuen gefunden werden.
Die sehr schnell laufenden Eilkäfer jagen in der Nacht nach verschiedenen Insekten, deren Larven und anderen kleinen bodenbewohnenden Arthropoden, wie Blattläusen, Milben oder insbesondere Springschwänzen. Teilweise sind sie auch tagaktiv. Bei der Nahrungssuche erklimmen sie auch Baumstümpfe.

## Taxonomie
Die Art wurde 1779 von Johann Christian Fabricius unter dem Namen Elaphrus biguttatus erstbeschrieben. Der Holotyp stammt aus Norwegen. Weitere in der Literatur zu findende Synonyme sind
- Dermestes aquaticus Geoffroy, 1785
- Elaphrus semipunctatus Duftschmid, 1812
- Notiophilus aquaticus (Geoffroy, 1785)
- Notiophilus coerulescens Depoli, 1929
- Notiophilus lateralis Motschulsky, 1864
- Notiophilus melanophthalmus Slosser-Klekovsky, 1877
- Notiophilus pseudolateralis Louvet, 1925
- Notiophilus pseudoquadripunctatus Everts, 1918
- Notiophilus semipunctatus (Duftschmid, 1812)